# III Congresso dei Soviet dell'Unione Sovietica
Il III Congresso dei Soviet dell'Unione Sovietica si tenne nel 1925. I bolscevichi ottennero 1236 seggi su 1582.